# سقوط دولت کمونیستی افغانستان
سقوط دولت کمونیستی افغانستان: در ۸ ثور سال ۱۳۷۱، بعد از چهارده سال جنگ مجاهدین افغانستان، با ارتش شوروی و دولت حزب دموکراتیک خلق افغانستان رخ داده است. در این جنگ علاوه براحزاب اسلامی منطقه آسیا ۱۲۰ کشور غربی وشرقی با یک هزینه سنگین با دولت افغانستان که همرزم و متحد با افکار سیاسی دولت اتحاد شوروی بود در ستیز بودند. در این جنگ دو سوم افغانستان بر باد گردید.